# Leptoptilos dubius
Il marabù asiatico (Leptoptilos dubius (Gmelin, 1789)) è una specie della famiglia dei Ciconiidi (Ciconiidae). Al suo genere appartengono anche il marabù minore dell'Asia e il marabù dell'Africa. Un tempo diffuso in gran parte dell'Asia meridionale, specialmente in India, ma presente ad est fino al Borneo, il marabù asiatico è ora relegato a un areale molto più piccolo, con appena tre popolazioni nidificanti: due in India, una più numerosa nell'Assam e una più piccola nei dintorni di Bhagalpur, e una in Cambogia.
Una volta terminata la stagione della nidificazione, tuttavia, la specie si disperde su un areale più ampio. Questa grossa cicogna ha un massiccio becco a forma di cuneo, una testa glabra e una caratteristica sacca sul collo. Durante il giorno è solito librarsi sulle correnti ascensionali assieme agli avvoltoi, con i quali condivide le abitudini spazzine. Si nutre soprattutto di carogne e scarti di macelleria, ma è una specie opportunista che alle volte cattura prede vertebrate.
Deve il nome inglese di adjutant, cioè «aiutante», alla sua rigida andatura «militare» quando cammina al suolo. In passato in Asia era presente un gran numero di questi animali, ma da allora la popolazione è crollata drasticamente (forse anche a causa della messa in atto di programmi di sanificazione), al punto che oggi la specie è in pericolo di estinzione. Nel 2008 la popolazione complessiva venne stimata in circa un migliaio di individui. Nel XIX secolo erano particolarmente comuni nella città di Calcutta: ci si riferiva ad essi come Calcutta adjutant e figuravano addirittura sullo stemma della città. Conosciuti localmente come hargila (un termine derivato dalle parole bengali-assamesi che significano «mangiatore di ossa») e considerati animali impuri, erano per lo più lasciati indisturbati, ma a volte venivano cacciati per l'impiego della loro carne nella medicina popolare. Apprezzati come spazzini, una volta erano raffigurati nel logo della Calcutta Municipal Corporation.

## Descrizione

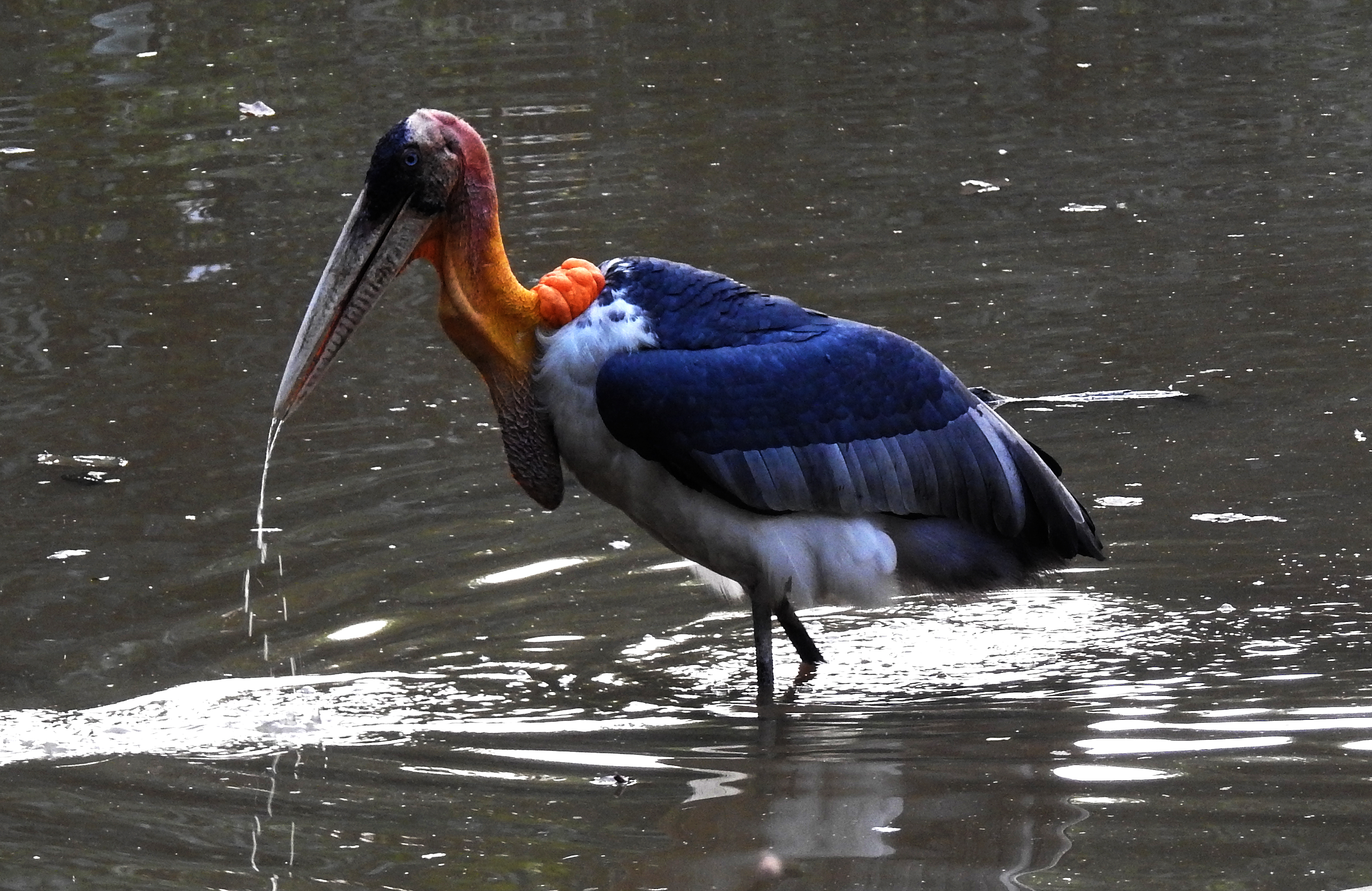
Marabù asiatico in acqua (Kaziranga, Assam).

Il marabù asiatico è un uccello imponente, alto fino a 145-150 cm. La sua lunghezza media è di 136 cm e l'apertura alare di 250 cm. Anche se non sono mai stati pubblicati dati sul peso degli esemplari selvatici, il marabù asiatico è una delle cicogne più grandi del mondo: le sue dimensioni sono paragonabili a quelle dello jabirù (Jabiru mycteria), della cicogna becco a sella (Ephippiorhynchus senegalensis) e del marabù africano (Leptoptilos crumeniferus). Esemplari giovani allevati in cattività pesavano tra gli 8 e gli 11 kg. Un esemplare cresciuto in cattività dopo essere rimasto ferito in seguito alla distruzione del nido pesava 4,71 kg quando era un nidiaceo e 8 kg al raggiungimento della maturità sessuale, quando era pronto per essere rilasciato in natura.
Al confronto, la cicogna selvatica più pesante di cui siamo a conoscenza era un marabù africano del peso di 8,9 kg: presso questa specie le femmine pesano 4-6,8 kg, i maschi 5,6-8,9 kg. L'enorme becco, che misura in media 32,2 cm di lunghezza, è a forma di cuneo e di colore grigio, con la base più scura. La corda alare misura 80,5 cm, la coda 31,8 cm e il tarso 32,4 cm. Fatta eccezione per la lunghezza del tarso, tutte le misure standard del marabù asiatico sono generalmente superiori a quelle delle altre specie di cicogna. Un collare di piume bianche alla base del collo glabro, di colore dal giallo al rosso, conferisce a questa specie l'aspetto di un avvoltoio.
Durante la stagione riproduttiva, il collo e la sacca assumono una colorazione arancio brillante, mentre la parte superiore delle cosce, che generalmente è grigia come tutto il resto della zampa, diventa rossastra. Gli adulti hanno ali scure sulle quali spicca il grigio chiaro delle copritrici secondarie. La parte ventrale del corpo è biancastra e i sessi sono indistinguibili sul campo. I giovani sono una versione più sbiadita degli adulti. La sacca gonfiabile e pendula è collegata ai sacchi aeriferi, ma non all'apparato digerente. La sua esatta funzione è sconosciuta, ma non serve a immagazzinare il cibo come talvolta è stato creduto. Tale ipotesi venne affermata già nel 1825 dal dottor John Adam, uno studente del professor Robert Jameson, che, dissezionando un esemplare, trovò questa sacca a due strati riempita principalmente d'aria. L'unica specie della regione con cui è possibile confonderlo è il più piccolo marabù minore (Leptoptilos javanicus), che però è privo di sacca, predilige habitat umidi, ha la calotta cranica di un grigio più chiaro, il margine della mandibola superiore più diritto e non presenta il contrasto tra il grigio delle copritrici secondarie e le ali scure.
Come le altre cicogne, è privo di muscoli intrinseci nella siringe e produce suoni soprattutto sbattendo il becco, sebbene emetta anche bassi grugniti, muggiti o ruggiti, soprattutto durante la nidificazione. Quando sbatte il becco, il marabù asiatico solleva quest'ultimo verso l'alto, mentre il marabù africano, suo parente stretto, lo tiene rivolto verso il basso.

## Tassonomia

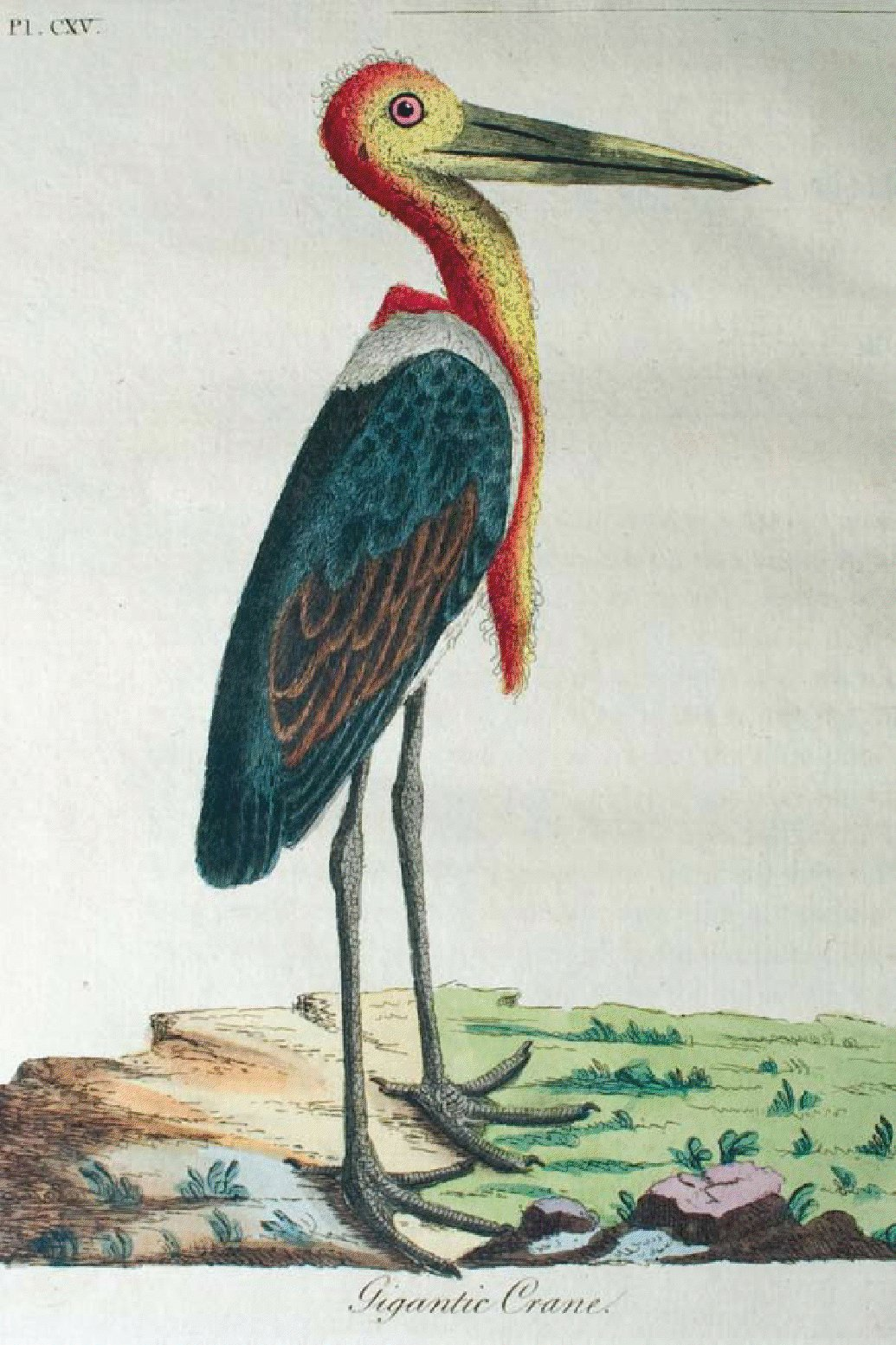
La «gru gigante» sulla General Synopsis of Birds di Latham (1781-1801).

John Latham scrisse di questo uccello presente a Calcutta basandosi sulle descrizioni fatte da Ives nel suo Voyage to India pubblicato nel 1773 e ne incluse un'illustrazione nel primo supplemento alla sua General Synopsis of Birds. L'illustrazione si basava su un disegno presente nella collezione di Lady Impey. Latham lo chiamò gigantic crane, «gru gigante», e aggiunse le osservazioni di un viaggiatore africano di nome Smeathman che aveva descritto un uccello simile presente nell'Africa occidentale. Johann Friedrich Gmelin, utilizzando la descrizione di Latham, descrisse l'uccello indiano come Ardea dubia nel 1789, mentre Latham, successivamente, lo chiamò Ardea argala. Temminck, nel 1824, usò il nome Ciconia marabou sulla base del nome locale usato in Senegal per indicare l'uccello africano, che venne applicato anche alla specie indiana. Ciò portò a una certa confusione tra la specie africana e indiana. Il marabù dell'Africa è simile al marabù asiatico sotto molti aspetti, ma il loro areale disgiunto, le differenze nella struttura del becco, nel piumaggio e nel comportamento di display ne convalidano il riconoscimento come specie separate.
La maggior parte delle cicogne vola con il collo teso in avanti, ma le tre specie di Leptoptilos ritraggono il collo in volo come fanno gli aironi, forse a causa del peso del becco. Quando si sposta sul terreno, questa specie procede con un'andatura rigida che gli ha fatto guadagnare il nome inglese di adjutant, «aiutante».

## Distribuzione e habitat
Una volta questa specie era un visitatore invernale ampiamente diffuso nelle pianure rivierasche dell'India settentrionale. Tuttavia, i siti di nidificazione rimasero sconosciuti per molto tempo, fino a quando, nel 1877, non venne scoperta una colonia nidificante molto numerosa a Shwaygheen, una località vicino a Pegu sul fiume Sittaung, in Birmania. Con la sua scoperta, gli studiosi credettero che gli esemplari indiani si riproducessero qui. Questa colonia riproduttiva, nella quale nidificava anche un gran numero di pellicani grigi (Pelecanus philippensis), diminuì sempre più di dimensioni fino a scomparire completamente durante gli anni '30. Successivamente un sito di nidificazione a Kaziranga rimase per molto tempo l'unico territorio riproduttivo noto fino a quando non furono scoperti altri siti nell'Assam, sul lago Tonlé Sap e nel santuario naturale di Kulen Promtep. Nel 1989 la popolazione riproduttiva dell'Assam venne stimata in circa 115 esemplari e tra il 1994 e il 1996 la popolazione nella valle del Brahmaputra venne valutata in circa 600 esemplari. Una piccola colonia costituita da circa 35 nidi è stata scoperta vicino a Bhagalpur nel 2006. Il loro numero era salito a 75 nel 2014. I resti fossili suggeriscono che la specie forse era presente nel Vietnam settentrionale intorno a 6000 anni fa (anche se non è possibile stabilire con certezza che si trattasse proprio di questa, dal momento che sono vissute altre specie appartenenti a questo genere, oggi estinte).

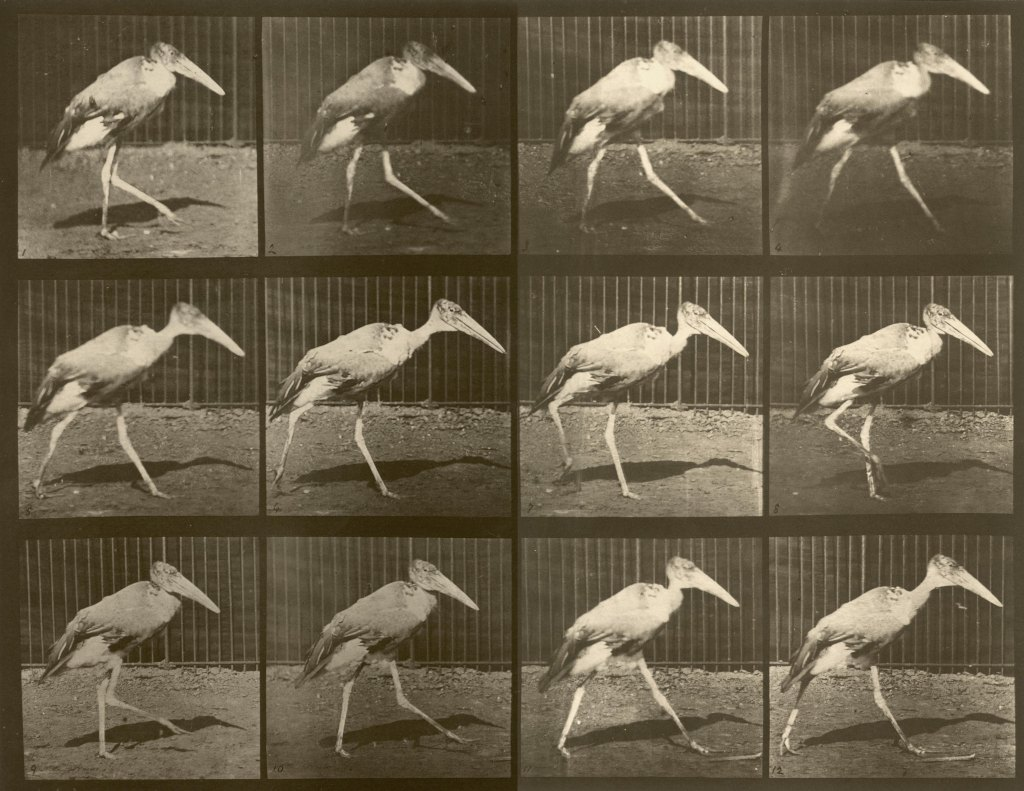
L'andatura «marziale» in una serie di foto di Eadweard Muybridge (1887 ca.).

Al di fuori della stagione riproduttiva, i marabù della regione indiana si disperdono ampiamente sul territorio, specialmente nelle pianure gangetiche. Gli avvistamenti provenienti dalla regione del Deccan sono rari. La validità delle segnalazioni di stormi avvistati molto più a sud, nei pressi di Mahabalipuram, è stata messa in discussione. Nel XIX secolo i marabù erano estremamente comuni nella città di Calcutta durante l'estate e la stagione delle piogge. Queste aggregazioni lungo i ghat della città, tuttavia, andarono diminuendo, fino a scomparire del tutto agli inizi del XX secolo. Come possibile causa del loro declino è stato tirato in ballo il miglioramento dei servizi igienico-sanitari. Negli anni '50 del XIX secolo la presenza di questi uccelli venne segnalata in Bangladesh, dove forse nidificavano da qualche parte nelle Sundarbans, ma da allora non sono più stati avvistati nell'area.

## Biologia
Il marabù asiatico viene avvistato di solito da solo o in piccoli gruppi mentre si aggira in laghi poco profondi, nel letto di laghi asciutti o nelle discariche. Spesso viene visto in compagnia di nibbi e avvoltoi e a volte resta immobile per lunghi periodi. Quando resta immobile può anche tenere le ali aperte, probabilmente per tenere sotto controllo la temperatura del corpo. Quando è in volo, plana sulle correnti ascensionali tenendo le grandi ali spiegate.

### Riproduzione

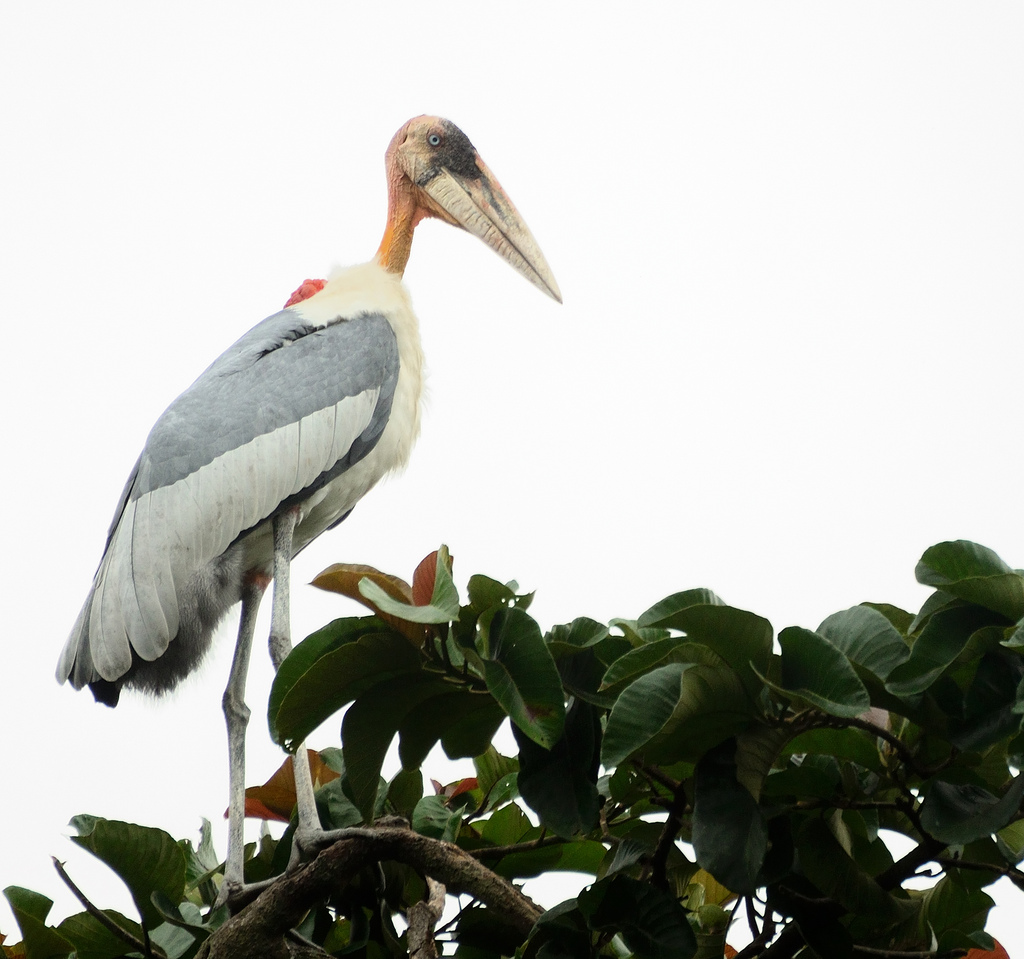
Marabù asiatico nella livrea nuziale appollaiato vicino al nido (Assam).

Il marabù asiatico si riproduce durante l'inverno in colonie che possono ospitare altri grandi uccelli acquatici, come il pellicano grigio. Il nido consiste in una grande piattaforma di ramoscelli posta all'estremità di un ramo quasi orizzontale di un albero alto. Solo raramente esso viene collocato presso le biforcazioni al centro dell'albero, e questo consente agli uccelli di volare facilmente da e verso il nido. Nella colonia riproduttiva di Nagaon, nell'Assam, gli alti Alstonia scholaris e Neolamarckia cadamba erano gli alberi prediletti per costruire il nido.
All'inizio della stagione riproduttiva diversi uccelli si rinuiscono insieme e cercano di occupare un albero. Mentre si affollano in questi siti, i maschi dichiarano il possesso del loro nido: scacciano gli altri marabù e spesso sbattono il becco puntandolo verso l'alto. Possono anche inarcare il corpo e tenere le ali semiaperte e abbassate. Quando una femmina si appollaia nelle vicinanze, il maschio raccoglie dei ramoscelli freschi e li mette davanti a lei. Il maschio può anche trattenere il tarso della femmina con il becco o lisciarle il piumaggio con quest'ultimo. Una femmina che si è accompagnata ad un maschio tiene il becco e la testa vicine al petto del maschio e il maschio la blocca tenendole il becco sul collo. Un altro tipo di attività proprio della coppia consiste nel sollevare e abbassare simultaneamente il becco.
Le uova, bianche e generalmente in numero di tre o quattro, vengono deposte a intervalli di uno o due giorni e covate subito dopo che è stato deposto il primo. Entrambi i genitori partecipano alla cova e le uova si schiudono a intervalli di uno o due giorni, circa 35 giorni dopo essere state deposte. Quando sono nel nido, gli adulti hanno le zampe ricoperte dai propri escrementi: si ritiene che questo comportamento, chiamato uroidrosi, aiuti a rinfrescarli durante la stagione calda. Gli adulti possono anche allargare le ali e fare ombra ai pulcini. Questi vengono nutriti nel nido per circa cinque mesi; raddoppiano le dimensioni di settimana in settimana e possono stare in piedi e camminare sulla piattaforma del nido quando hanno un mese. A cinque settimane, i giovani effettuano frequenti saltelli e sono in grado di difendersi. Raggiunta questa fase dello sviluppo, i genitori iniziano a lasciarli soli nel nido per periodi più lunghi. I giovani lasciano il nido e volano intorno alla colonia quando hanno circa quattro mesi, ma continuano a essere nutriti occasionalmente dai genitori.

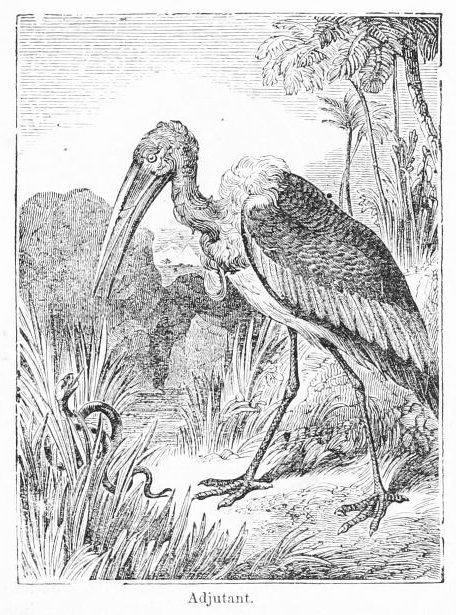
Un'illustrazione del 1855 raffigurante un marabù che cerca di ghermire un serpente.

### Alimentazione
Il marabù asiatico è onnivoro e, benché sia soprattutto uno spazzino, dà la caccia a rane e grossi insetti, così come a uccelli, rettili e roditori. Attacca le anatre selvatiche che ha a portata di mano e le inghiotte intere, e cattura anche molti pesci: nell'Assam sono state documentate ben 36 specie di pesci che figurano sul suo menu, compresi individui di grandi dimensioni, del peso di circa 2-3 kg. Questa specie, tuttavia, si nutre prevalentemente di carogne, e la testa e il collo nudi costituiscono un adattamento a questa dieta, come nel caso degli avvoltoi. Nelle zone in cui abitano è facile trovarli nelle discariche, dove si nutrono anche di escrementi animali e umani. Nella Calcutta del XIX secolo, i marabù si nutrivano dei cadaveri umani parzialmente bruciati disposti lungo il fiume Gange. Secondo alcuni autori, nel Rajasthan, dove sono estremamente rari, si nutrirebbero degli sciami di locuste del deserto (Schistocerca gregaria), ma la validità di tale affermazione è stata messa in dubbio.

### Parassiti, malattie e mortalità
Almeno due specie di pidocchi, Colpocephalum cooki e Ciconiphilus temporalis, sono risultate essere ectoparassiti del marabù asiatico. Gli esemplari adulti in piena salute non hanno predatori naturali e le uniche cause note di mortalità prematura sono dovute ad azioni dirette o indirette dell'uomo, ad esempio avvelenamento, uccisioni con arma da fuoco o elettrocuzione, quando questi uccelli sbattono accidentalmente contro le linee telefoniche. È stato riscontrato che gli esemplari in cattività possono essere colpiti dall'influenza aviaria (H5N1) e presso una struttura in Cambogia si è registrato un alto tasso di mortalità: due terzi degli esemplari infettati, infatti, sono morti. La longevità massima registrata in cattività è stata di 43 anni.

## Conservazione

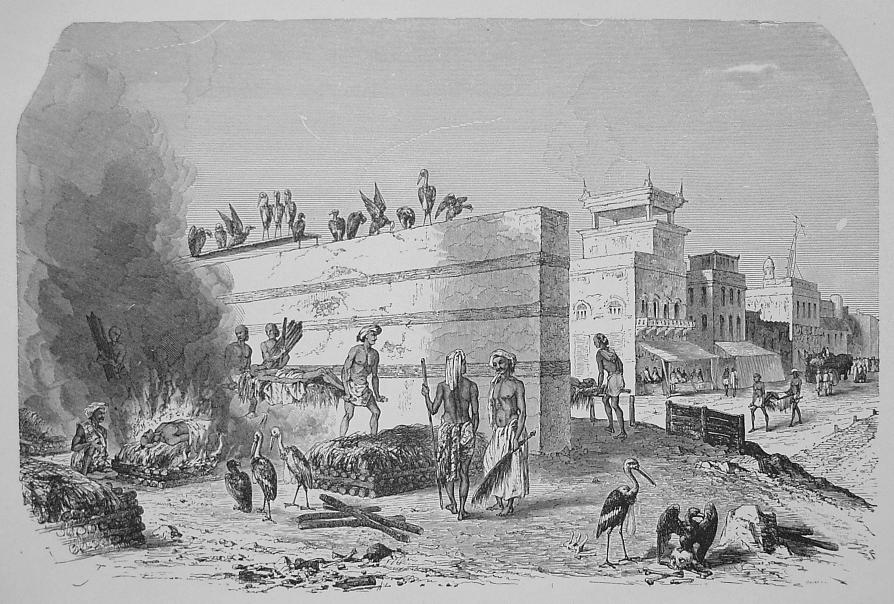
Marabù presso i ghat di cremazione di Calcutta in un'incisione del 1877 ca.

La perdita dei terreni di nidificazione e di alimentazione a causa del prosciugamento delle zone umide, dell'inquinamento e di altri fattori antropici, insieme alla caccia e alla raccolta di uova in passato, ha causato un massiccio calo della popolazione di questa specie. Nel 2008 la popolazione complessiva è stata valutata in meno di 1000 individui. Il marabù asiatico è classificato come «specie in pericolo» nella lista rossa della IUCN.

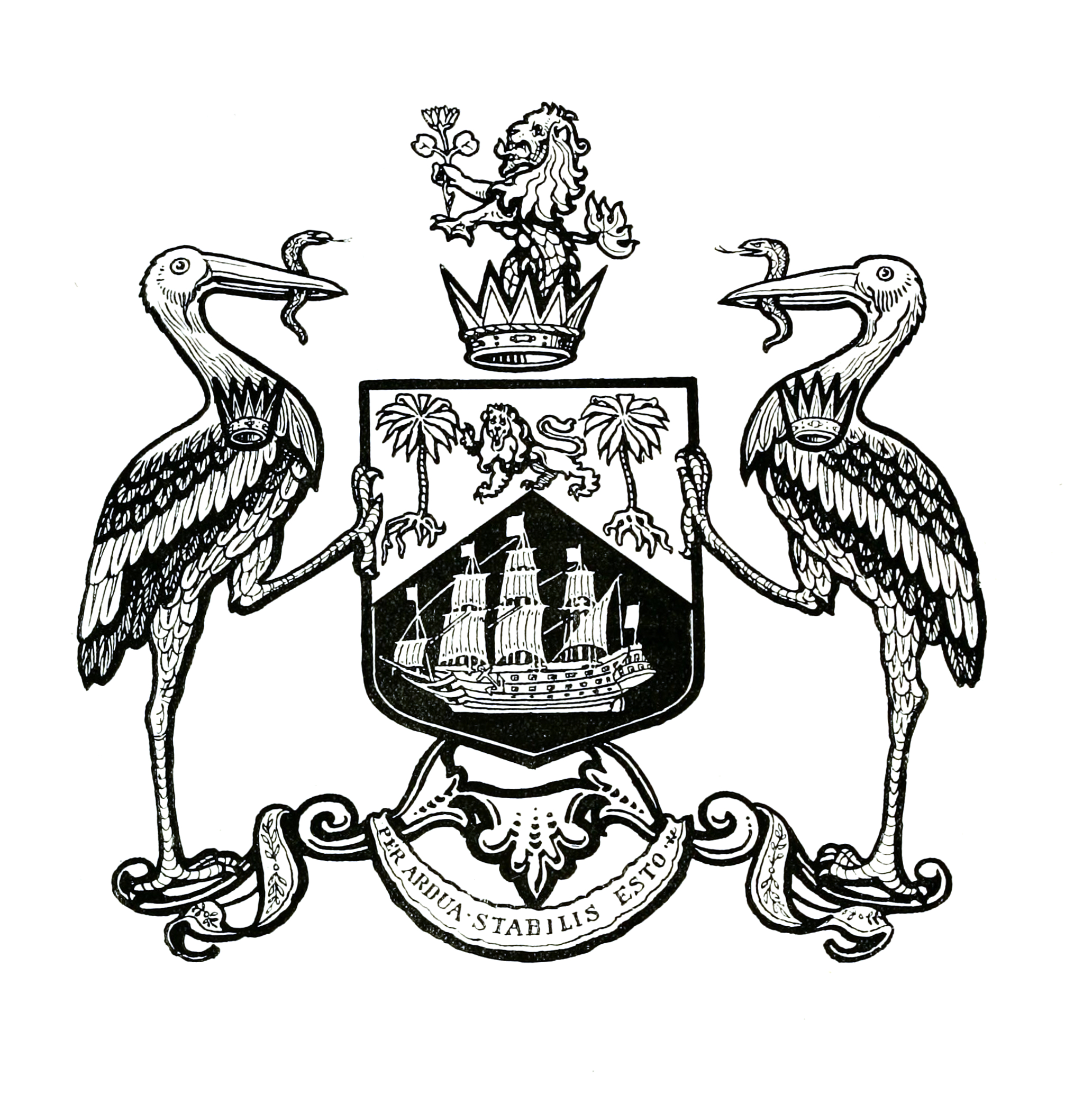
Lo stemma della città di Calcutta nel 1896.

Tra le misure di conservazione che sono state prese per scongiurare l'estinzione della specie figurano tentativi di riproduzione in cattività e di riduzione delle vittime tra i giovani presso i siti di nidificazione naturali. Dal momento che quasi il 15% dei pulcini rimane ucciso quando cade dal nido, a seguito delle ferite riportate o per inedia, alcuni conservazionisti hanno posizionato delle reti sotto i nidi per impedire che i giovani che cadono si feriscano. Gli uccelli caduti vengono quindi nutriti e allevati in recinti per circa cinque mesi e poi rilasciati in natura, in modo che possano ricongiungersi ai loro fratelli selvatici.
Nel distretto di Kamrup, nell'Assam, dove si trova una delle poche grandi colonie rimaste di marabù asiatici, i programmi di sensibilizzazione della popolazione locale, facendo presa anche sulle coscienze culturali e religiose, soprattutto delle donne dei villaggi, hanno ottenuto il successo sperato e ora i residenti hanno fatto fronte comune per proteggere la specie. La gente del posto, che in passato considerava questi uccelli alla stregua di animali nocivi, ora vede i marabù come creature speciali ed è orgogliosa di proteggere loro e gli alberi su cui si riproducono. I locali hanno addirittura aggiunto delle preghiere per la protezione dei marabù ai propri inni e hanno incluso la sagoma di questi animali ai motivi usati nella tessitura tradizionale. Misure simili sono state attuate con successo anche in altre parti dell'India dove i marabù nidificano.

## Nella cultura

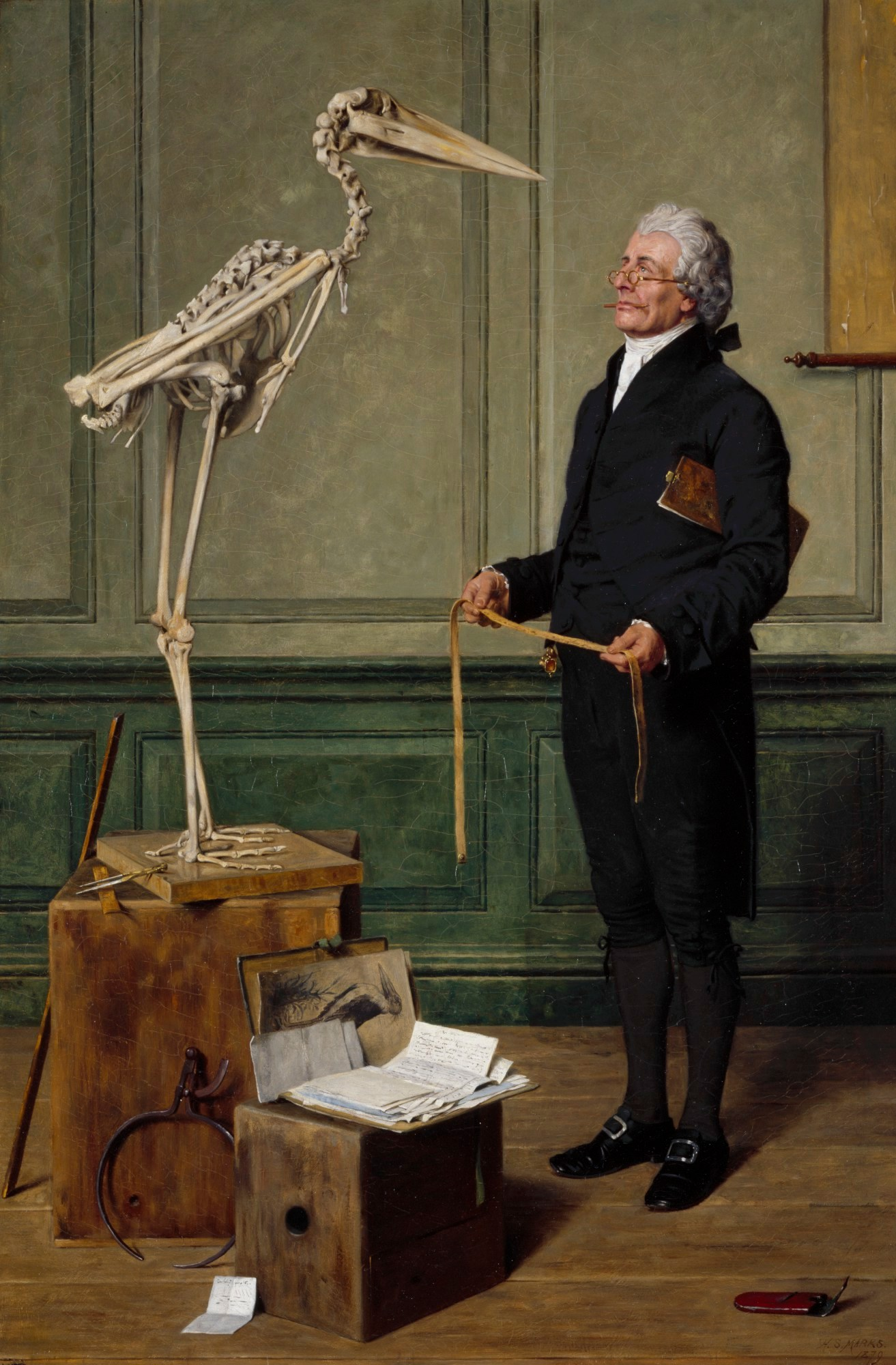
Science is Measurement (1879) di Henry Stacy Marks.

Eliano parlò del marabù nel suo De Natura Animalium del 250 d.C.: lo chiamò kilas (κηλας) e lo descrisse come un grosso uccello indiano dal gozzo simile a una sacca di cuoio. Anche Babur ne parlò nelle sue memorie, chiamandolo ding. In epoca vittoriana il marabù asiatico divenne noto inizialmente come gru gigante e solo più tardi come marabù asiatico. Era molto comune a Calcutta durante la stagione delle piogge e si poteva vederne un gran numero presso gli immondezzai o anche in cima agli edifici. Nel Bihar, la specie viene associata al mitologico uccello Garuḍa. Si dice che il nome hargila, con cui è noto in Bengala e Assam, derivi dalle radici sanscrite had, «osso», e gila, «ingoiare», e significherebbe pertanto «mangiatore di ossa». John Latham utilizzò la forma latinizzata del nome come epiteto specifico quando assegnò alla specie il nome scientifico Ardea argala.
A quel tempo si credeva che i marabù fossero protetti dalle anime dei bramini morti. I giovani soldati britannici erano soliti molestare questi uccelli per divertimento: in alcuni casi arrivavano perfino a farli saltare in aria dando loro da mangiare pezzi di carne e ossa contenenti una cartuccia dotata di miccia. Essi rimanevano calmi al passaggio dei locali, ma strillavano allarmati non appena vedevano qualcuno che indossava abiti europei. I marabù di Calcutta erano considerati degli efficienti spazzini e fu addirittura promulgata una legge per proteggerli: chiunque avesse ferito o ucciso un marabù doveva pagare una multa di cinquanta rupie. Lo stemma della città di Calcutta, rilasciato attraverso due brevetti il 26 dicembre 1896, rappresentava due marabù con dei serpenti nel becco e una corona all'antica sulle spalle. Il motto recitava «Per ardua stabilis esto», cioè «risoluto nelle difficoltà» in latino. Lo stemma venne in seguito inserito nel logo di enti ufficiali come la Calcutta Municipal Corporation e il reggimento Calcutta Scottish. Durante questo periodo, alcuni esemplari, provenienti probabilmente da Calcutta, raggiunsero i serragli europei

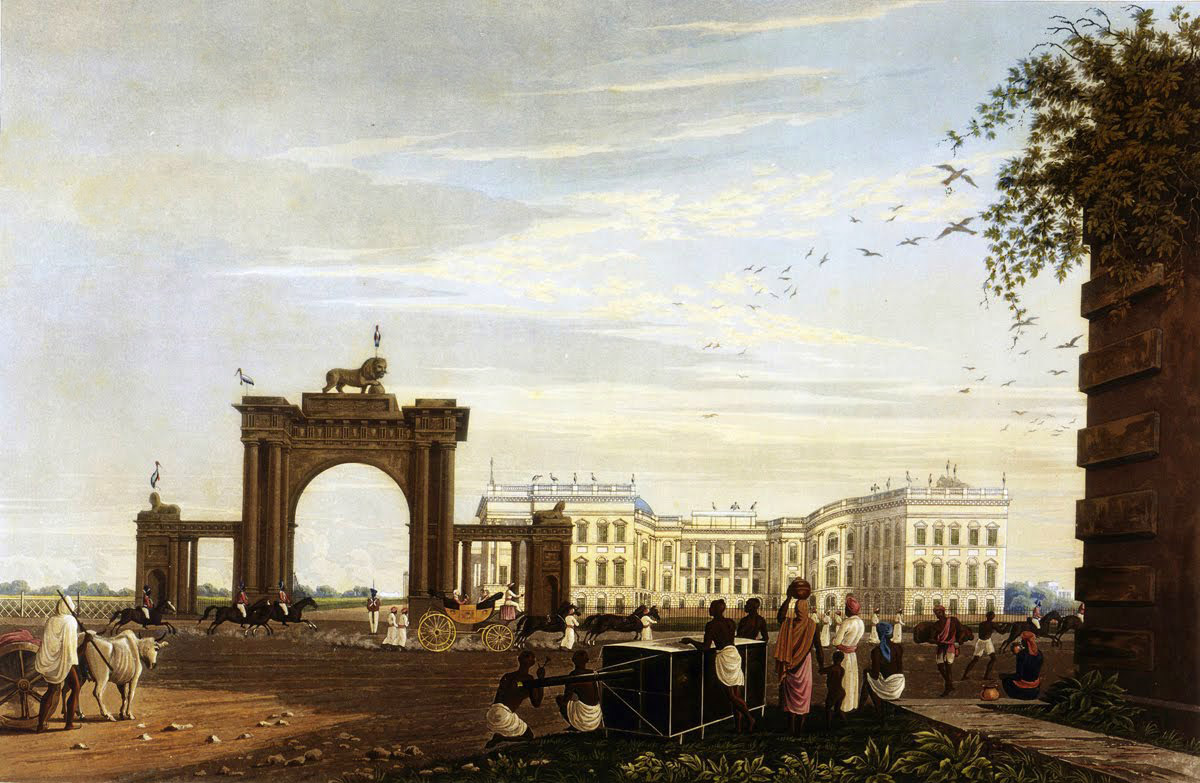
In questa veduta di Calcutta tratta da Views of Calcutta and its Environs di James Baillie Fraser (1824) si vede un gran numero di marabù asiatici in piedi sugli edifici.

All'apice del commercio mondiale delle piume, le penne copritrici sottocaudali dei marabù venivano esportate a Londra sotto il nome di Commercolly (o Kumarkhali, dal nome di una località dell'attuale Bangladesh) o «marabout». Dal momento che questi uccelli erano protetti dalla legge e non potevano essere uccisi, i raccoglitori di piume si avvicinavano di soppiatto ai marabù appollaiati in cima agli edifici, afferrando le piume del sottocoda che si staccavano quando questi prendevano il volo. Insieme alle piume di garzetta, quelle di marabù erano considerate tra le più preziose ad essere esportate. Mantelline, stole e boa fatti con queste piume vennero addirittura esposti alla Grande Esposizione del 1851.
Secondo un mito indiano riportato dall'imperatore moghul Babur, all'interno del cranio di questo uccello si troverebbe una «pietra del serpente» magica, antidoto contro tutti i morsi di serpente e altri tipi di veleno. Questa «pietra» doveva essere estremamente rara, in quanto un cacciatore poteva impossessarsene solo dando prova di grande abilità: il marabù doveva essere ucciso senza che il suo becco toccasse il suolo, poiché ciò avrebbe fatto evaporare istantaneamente la «pietra». Coloro che facevano affidamento sulla medicina popolare credevano che un pezzo di carne di marabù masticato quotidianamente assieme al betel potesse curare la lebbra.
L'artista inglese Henry Stacy Marks (1829-1888) era particolarmente interessato agli uccelli. Molti dei suoi dipinti si basavano su uccelli che vivevano allo zoo di Londra e alcuni di questi raffigurano dei marabù asiatici, come Convocation (1878), Science is Measurement (1879), Half hours at the Zoo e An Episcopal Visitation.